# Audi Q5 GU Sportback

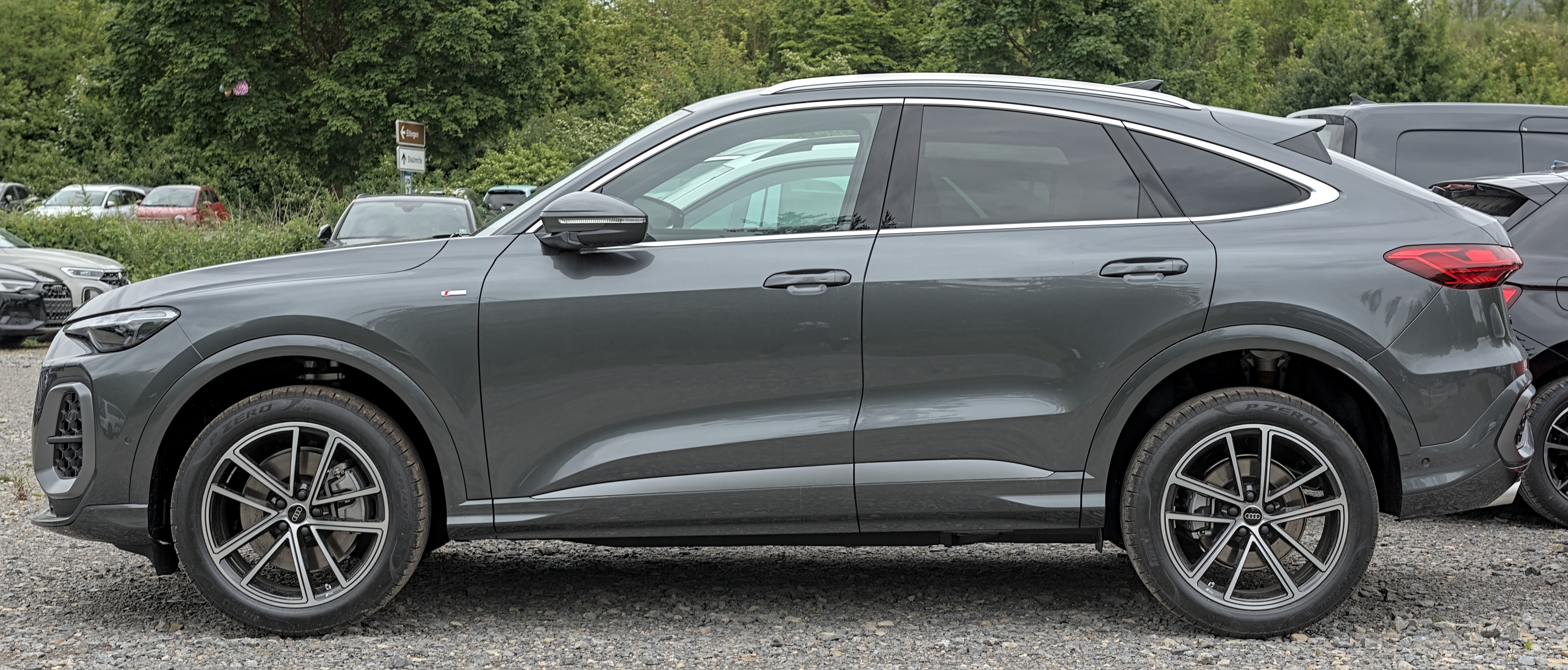
Seitenansicht

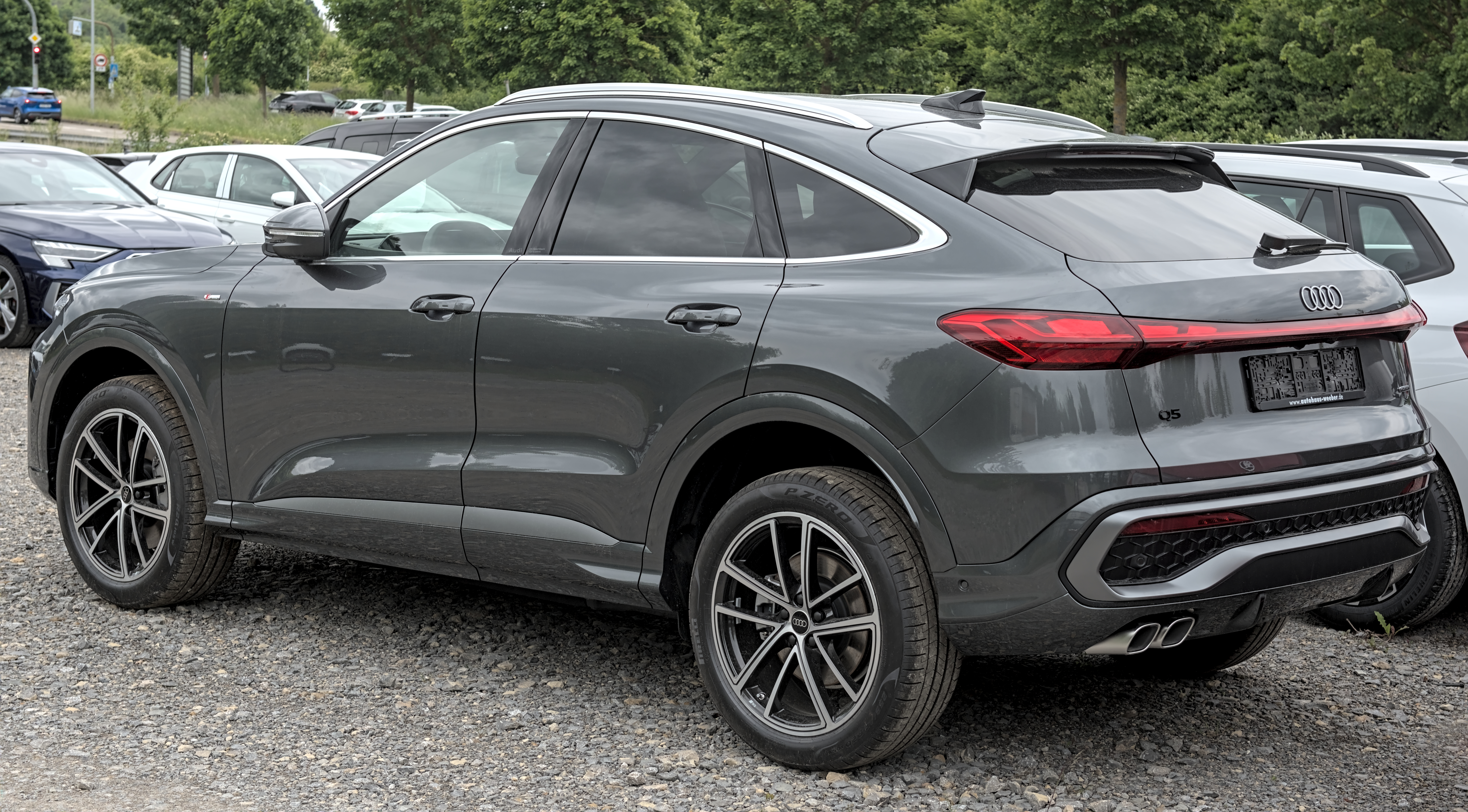
Heckansicht

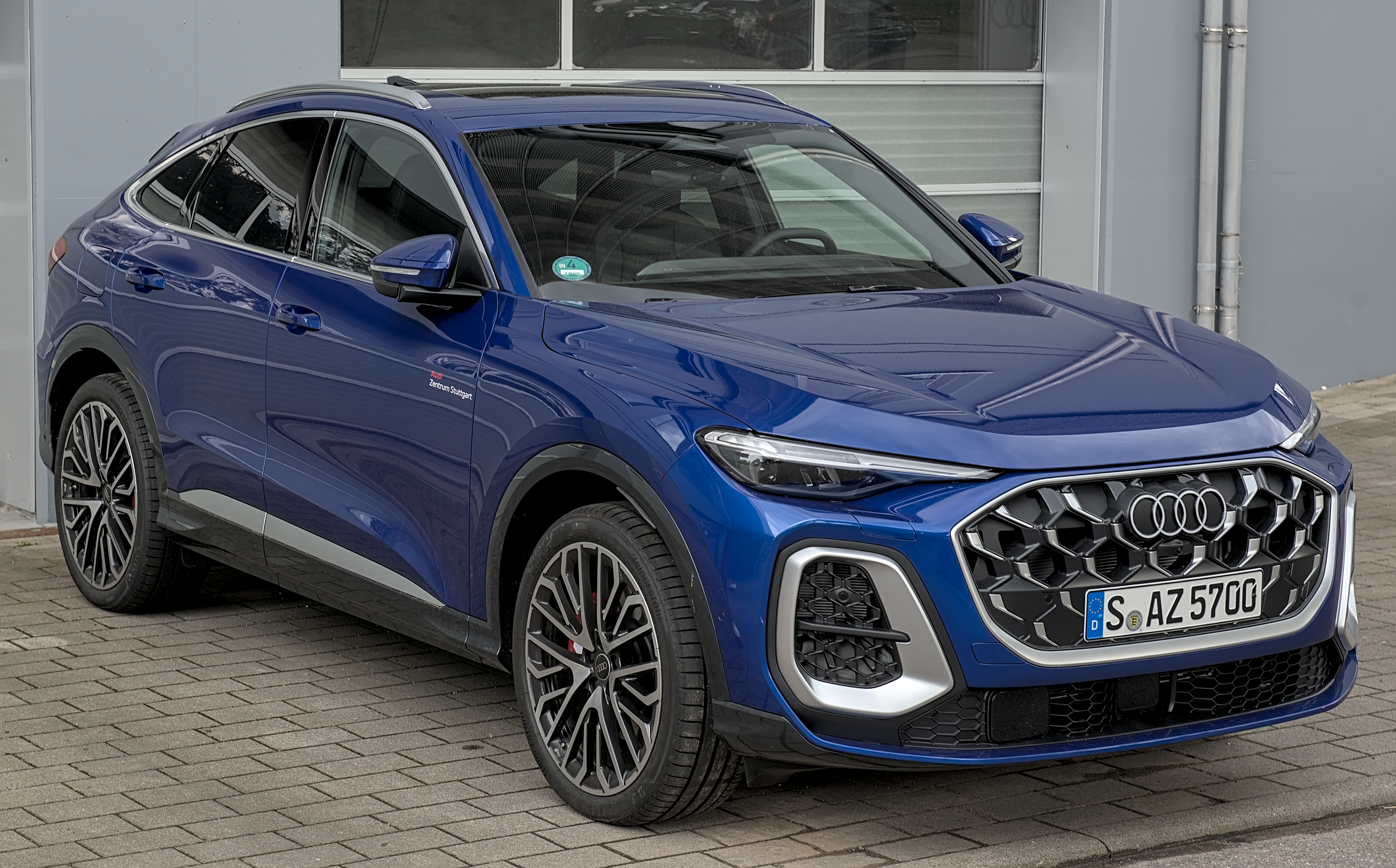
Audi SQ5 Sportback (seit 2024)

Der Audi Q5 Sportback (interne Typbezeichnung GU) ist ein Sport Utility Vehicle von Audi und die zweite Generation der Q5-Sportback-Reihe.

## Modellgeschichte
Das Vorgängermodell Q5 FY Sportback kam erst vier Jahre nach dem Q5 FY in den Handel. Die zweite Sportback-Generation wurde hingegen nur zwei Monate nach dem Q5 GU im November 2024 vorgestellt. Die Markteinführung soll im Mai 2025 erfolgen. Gegenüber dem Q5 GU steht für den Kunden der emotionale Nutzen im Vordergrund, weshalb diese Version mit flacher auslaufendem Dach zu einem höheren Preis verkauft werden kann. Außerdem entfällt beim Sportback die Ausstattungslinie Basis; es gibt ihn dementsprechend als Advanced und S line.

## Technik

### Karosserie
Gegenüber dem Q5 GU ist die Sportback-Ausführung etwas flacher. Länge, Breite und Radstand bleiben hingegen unverändert. Das Kofferraumvolumen fällt mit 515 Litern etwas kleiner aus. Auch das Maximalvolumen mit umgeklappter Rücksitzlehne ist mit bis zu 1415 Litern geringer. Technisch basiert der Wagen wie der Audi A5 B10 auf der Premium Platform Combustion (PPC).

### Innenraum
Der Innenraum unterscheidet sich nur geringfügig vom Q5 GU. Es sind serienmäßig zwei Bildschirme verbaut. Gegen Aufpreis ist auch ein drittes Display für den Beifahrer erhältlich.

### Antrieb
Die Motorenpalette ähnelt der des A5 B10 und ist identisch zum Q5 GU. Zum Marktstart gab es zwei Ottomotoren mit 150 kW (204 PS) oder 270 kW (367 PS) und einen Dieselmotor mit 150 kW (204 PS). Sie sind alle als Mild-Hybrid ausgeführt, wobei der Lithium-Eisenphosphat-Akkumulator einen Energieinhalt von 1,7 kWh hat. Alle nutzen ein 7-Gang-Doppelkupplungsgetriebe. Im Juni 2025 folgten zwei Plug-in-Hybrid-Antriebe.

## Technische Daten

### Ottomotoren
|                                                      | 2.0 TFSI                          | SQ5 3.0 TFSI                     |
| ---------------------------------------------------- | --------------------------------- | -------------------------------- |
| Bauzeitraum                                          | seit 12/2024                      | seit 12/2024                     |
| Motorkennbuchstabe                                   |                                   |                                  |
| Motortyp                                             | Reihenmotor                       | V-Motor (Zylinderbankwinkel 90°) |
| Motorbaureihe                                        | VW EA888                          | VW EA839                         |
| Nockenwellenantrieb                                  | Steuerkette                       | Steuerkette                      |
| Gemischaufbereitung                                  | Direkteinspritzung                | Direkteinspritzung               |
| Motoraufladung                                       | VTG-Turbolader                    | VTG-Turbolader                   |
| Bordnetz                                             | 48-Volt-Mildhybrid                | 48-Volt-Mildhybrid               |
| Zylinder/Ventile                                     | 4/16                              | 6/24                             |
| Hubraum                                              | 1984 cm³                          | 2995 cm³                         |
| max. Leistung bei min−1                              | 150 kW (204 PS)/4300–6300         | 270 kW (367 PS)/5500–6300        |
| max. Drehmoment bei min−1                            | 340 Nm/2000–4000                  | 550 Nm/1700–4000                 |
| Antriebsart, Serie                                   | Vorderradantrieb                  | Allradantrieb                    |
| Antriebsart, Option                                  | (Allradantrieb)                   | —                                |
| Getriebeart, Serie                                   | 7-Gang-S tronic                   | 7-Gang-S tronic                  |
| Getriebeart, Option                                  | —                                 | —                                |
| Leergewicht                                          | 1925 kg (1985 kg)                 | 2115 kg                          |
| Beschleunigung, 0–100 km/h                           | 8,6 s (7,2 s)                     | 4,5 s                            |
| Höchstgeschwindigkeit                                | 226 km/h (226 km/h)               | 250 km/h (1)                     |
| Kraftstoffverbrauch nach WLTP auf 100 km, kombiniert | 6,5–7,4 l Super (6,9–7,9 l Super) | 8,1–8,8 l Super                  |
| CO2-Emission nach WLTP, kombiniert                   | 148–169 g/km (157–178 g/km)       | 184–199 g/km                     |
| Abgasnachbehandlung, PM                              | Ottopartikelfilter                | Ottopartikelfilter               |
| Abgasnorm                                            | Euro 6e                           | Euro 6e                          |

### Plug-in-Hybride
|                                                      | e-hybrid                                          | e-hybrid                                          |
| ---------------------------------------------------- | ------------------------------------------------- | ------------------------------------------------- |
| Bauzeitraum                                          | seit 06/2025                                      | seit 06/2025                                      |
| Motorkennbuchstabe                                   |                                                   |                                                   |
| Motortyp                                             | Reihenmotor und permanenterregte Synchronmaschine | Reihenmotor und permanenterregte Synchronmaschine |
| Motorbaureihe, Verbrenner                            | VW EA888                                          | VW EA888                                          |
| Motorbaureihe, Elektro                               |                                                   |                                                   |
| Motoraufladung                                       | VTG-Turbolader                                    | VTG-Turbolader                                    |
| Zylinder/Ventile                                     | 4/16                                              | 4/16                                              |
| Hubraum                                              | 1984 cm³                                          | 1984 cm³                                          |
| max. Leistung bei min−1, Verbrennungsmotor           | 185 kW (252 PS)/5000–6500                         | 185 kW (252 PS)/5000–6500                         |
| max. Leistung, Elektromotor (Peak)                   | 105 kW (143 PS)                                   | 105 kW (143 PS)                                   |
| Dauerleistung Elektromotor                           | 55 kW (75 PS)                                     | 55 kW (75 PS)                                     |
| max. Systemleistung                                  | 220 kW (299 PS)                                   | 270 kW (367 PS)                                   |
| max. Drehmoment bei min−1, Verbrennungsmotor         | 380 Nm/1600–4500                                  | 380 Nm/1600–4500                                  |
| max. Drehmoment, Elektromotor                        | 350 Nm                                            | 350 Nm                                            |
| max. Systemdrehmoment                                | 450 Nm                                            | 500 Nm                                            |
| Antriebsart, Serie                                   | Allradantrieb                                     | Allradantrieb                                     |
| Antriebsart, Option                                  | —                                                 | —                                                 |
| Getriebeart, Serie                                   | 7-Gang-S tronic                                   | 7-Gang-S tronic                                   |
| Getriebeart, Option                                  | —                                                 | —                                                 |
| Leergewicht                                          | 2225 kg                                           | 2245 kg                                           |
| Beschleunigung, 0–100 km/h                           | 6,2 s                                             | 5,1 s                                             |
| Höchstgeschwindigkeit                                | 250 km/h (1)                                      | 250 km/h (1)                                      |
| Kraftstoffverbrauch nach WLTP auf 100 km, kombiniert | 2,5–3,3 l Super                                   | 2,6–3,3 l Super                                   |
| CO2-Emission nach WLTP, kombiniert                   | 56–75 g/km                                        | 60–76 g/km                                        |
| elektr. Reichweite nach WLTP, kombiniert             | 82–100 km                                         | 82–92 km                                          |
| Ladedauer AC, Typ 2, auf 100 %, 11 kW                | 150 min                                           | 150 min                                           |
| Akkukapazität                                        | 25,9 kWh (brutto) / 20,7 kWh (netto)              | 25,9 kWh (brutto) / 20,7 kWh (netto)              |
| Tankinhalt                                           | 46 l                                              | 46 l                                              |
| Abgasnachbehandlung, PM                              | Ottopartikelfilter                                | Ottopartikelfilter                                |
| Abgasnorm                                            | Euro 6e                                           | Euro 6e                                           |

### Dieselmotoren
|                                                      | 2.0 TDI                   |
| ---------------------------------------------------- | ------------------------- |
| Bauzeitraum                                          | seit 12/2024              |
| Motorkennbuchstabe                                   |                           |
| Motortyp                                             | Reihenmotor               |
| Motorbaureihe                                        | VW EA288 evo              |
| Nockenwellenantrieb                                  | Zahnriemen                |
| Gemischaufbereitung                                  | Common-Rail-Einspritzung  |
| Motoraufladung                                       | Turbolader                |
| Bordnetz                                             | 48-Volt-Mildhybrid        |
| Zylinder/Ventile                                     | 4/16                      |
| Hubraum                                              | 1968 cm³                  |
| max. Leistung bei min−1                              | 150 kW (204 PS)/3800–4200 |
| max. Drehmoment bei min−1                            | 400 Nm/1750–3250          |
| Antriebsart, Serie                                   | Allradantrieb             |
| Antriebsart, Option                                  | —                         |
| Getriebeart, Serie                                   | 7-Gang-S tronic           |
| Getriebeart, Option                                  | —                         |
| Leergewicht                                          | 2045 kg                   |
| Beschleunigung, 0–100 km/h                           | 7,4 s                     |
| Höchstgeschwindigkeit                                | 226 km/h                  |
| Kraftstoffverbrauch nach WLTP auf 100 km, kombiniert | 5,9–6,7 l Diesel          |
| CO2-Emission nach WLTP, kombiniert                   | 155–177 g/km              |
| Abgasnachbehandlung, PM                              | Dieselrußpartikelfilter   |
| Abgasnachbehandlung, NOX                             | SCR-Katalysator           |
| Abgasnorm                                            | Euro 6e                   |